# Teutleben (Hörsel)
Teutleben ist ein Ortsteil der Landgemeinde Hörsel im Nordwesten des thüringischen Landkreises Gotha.

## Lage
Die Gesamtfläche der Gemarkung Teutleben beträgt 782 Hektar. Sie liegt westlich der Stadt Gotha und befindet sich im Thüringer Becken. Die Hörsel fließt durch die Flur und die Bundesstraße 7 tangiert den Ort und die Gemarkung. Südlich streift die Bahntrasse  Erfurt-Eisenach das Gebiet.

## Geschichte
Die erste schriftliche Erwähnung fand Teutleben in einer Urkunde aus dem 9. Jahrhundert. Im Jahre 819 (18. Februar) gründete eine gewisse Gertrud in dem Dorfe Teitilebu (Teutleben) ein Nonnenkloster, welches sie dem Kloster zu Fulda zueignete und sich nur den Nießbrauch an den Besitzungen auf Lebenszeit vorbehielt. Jedoch fanden sich am Weg nach Neufrankenroda mit Scherbenfunde Spuren der Aunjetitzer Kultur.
Ab dem 13. Jahrhundert gehörte der Ort zum Burgbezirk der Burg Tenneberg bei Waltershausen, aus dem das Amt Tenneberg hervorging. Teutleben gehörte ab 1640 zum Herzogtum Sachsen-Gotha, ab 1672 zum Herzogtum Sachsen-Gotha-Altenburg und ab 1826 zum Herzogtum Sachsen-Coburg und Gotha. Ab 1920 lag Teutleben im Land Thüringen.
Am 18. März 1994 war Teutleben eine der sieben Gründungsgemeinden der Verwaltungsgemeinschaft Hörsel. Durch Beschluss des Thüringer Landtags am 16. November 2011 konnte die Verwaltungsgemeinschaft Hörsel zum 1. Dezember 2011 aufgelöst und durch einen freiwilligen Zusammenschluss der zehn bisher selbstständigen Gemeinden Aspach, Ebenheim, Fröttstädt, Hörselgau, Laucha, Mechterstädt, Metebach, Teutleben, Trügleben und Weingarten die Landgemeinde Hörsel neu gebildet werden.

### Einwohnerentwicklung
Entwicklung der Einwohnerzahl (jeweils 31. Dezember):
| - 1994 – 414 - 1995 – 408 - 1996 – 412 - 1997 – 422 | - 1998 – 423 - 1999 – 415 - 2000 – 405 - 2001 – 391 | - 2002 – 392 - 2003 – 394 - 2004 – 390 - 2005 – 391 | - 2006 – 390 - 2007 – 368 - 2008 – 366 - 2009 – 368 | - 2010 – 356 - 2011 – 356 - 2014 – 358 |

Datenquelle: Thüringer Landesamt für Statistik

## Politik

### Ehemalige Bürgermeister
Bei der Bürgermeisterwahl im Landkreis Gotha am 6. Juni 2010 wurde Rainer Rudloff (Freunde der Feuerwehr) zum ehrenamtlicher Bürgermeister der Gemeinde gewählt. Seine Amtszeit begann am 1. Juli 2010. Mit der Umwandlung zur Landgemeinde wurde er zum 1. Dezember 2011 zum Ortsteilbürgermeister (mit einer Amtszeit bis 2016).
- 1994–2010: Gerhard Stötzel (parteilos)[6][7][8]
- 2010–2011: Rainer Rudloff (Freunde der Feuerwehr)[9]

## Kultur und Sehenswürdigkeiten

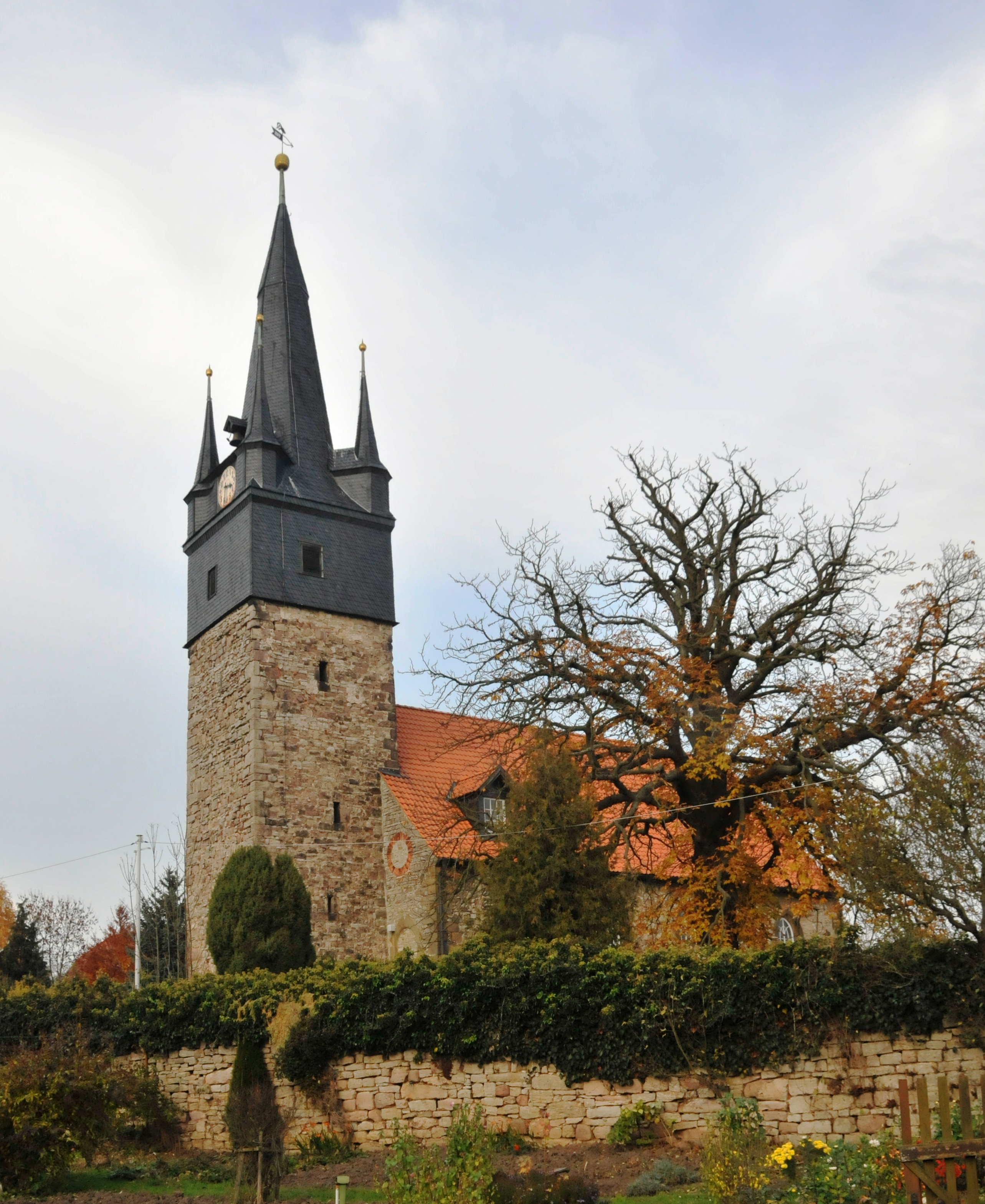
Die Kirche

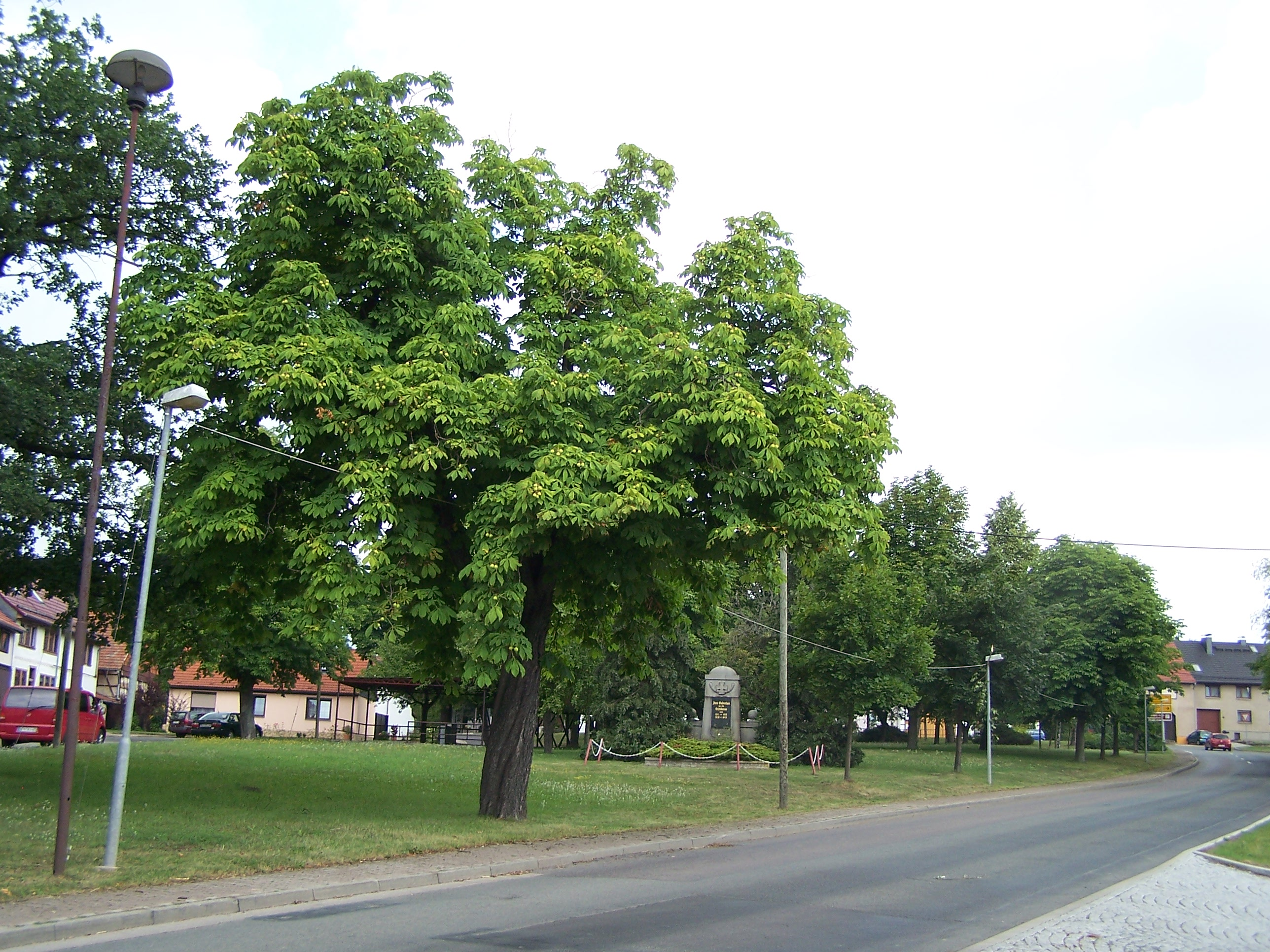
Der Dorfanger mit Kriegerdenkmal

### Bauwerke
Die Kirche St. Michaelis ist eine besondere Sehenswürdigkeit des Ortes. Sie gehört mit der Kirche St. Kilian in Laucha und der Marienkirche in Mechterstädt zum Kirchspiel Mechterstädt. Unter Landgraf Albrecht wurde 1262 die ursprüngliche Kirche gebaut. Die heutige Kirche wurde von 1673/74 auf den Fundamenten des Vorgängerbaus errichtet und am 16. Oktober 1674 als Sankt-Michael-Kirche eingeweiht. Chor und Langhaus der Kirche haben die gleiche Breite und besitzen eine halbtonnenförmige Holzdecke. Die Emporen an Nord- und Westwand stehen auf geschnitzten Säulen. Die Bemalung der Kirche stammt größtenteils aus 1719 (Maler Johann Sebastian Preger (1676–1739) aus Eisenach). Die barocke Kanzel an der Südwand ist von 1675. Den dreiflügeligen Schnitzaltar schuf ein unbekannter Meister um 1500. 1696 wurde eine neue Orgel eingebaut, die vermutlich Anfang des 19. Jahrhunderts von Knauf umgebaut wurde. 1986 erfuhr der Turm eine neue Verschieferung. Die letzte Reparatur erfuhr die Kirche 1994 (Dachstuhl und Neueindeckung des Kirchenschiffs).
Eine Besonderheit bietet der Turm: Wie in Mechterstädt und ursprünglich auch in Schwarzhausen ist die hohe Turmspitze von vier Wichtürmchen auf den Ecken umgeben. Die Kirche gehört zu den geschützten Kulturdenkmalen im Landkreis Gotha.

## In Teutleben geborene Persönlichkeiten
- Otto Kayser (1915–1998), Maler und Grafiker